# Virginie Henry
Virginie Henry (* 29. November 1979) ist eine ehemalige französische Judoka. Ihr größter Erfolg war der Sieg beim Tournoi de Paris 2007 in der Gewichtsklasse bis 63 Kilogramm.

## Sportliche Karriere
Virginie Henry kämpfte bis 2005 überwiegend in der Gewichtsklasse bis 57 Kilogramm. 2005 belegte sie bei den französischen Meisterschaften den zweiten Platz hinter Irène Chevreuil.
2006 wechselte sie in die Gewichtsklasse bis 63 Kilogramm. Anfang 2007 gewann sie in dieser Gewichtsklasse den französischen Meistertitel. Drei Wochen danach erreichte sie mit einem Sieg über die Japanerin Ayumi Tanimoto das Finale beim Super-Weltcup-Turnier Tournoi de Paris, im Finale bezwang sie ihre Landsfrau Lucie Décosse. Anderthalb Monate später wurde Henry Dritte bei den Polizeieuropameisterschaften. Bei französischen Meisterschaften wurde sie 2008 Zweite hinter Emmanuelle Payet und 2010 hinter Clarisse Agbegnenou. Dazwischen hatte sie 2009 den dritten Platz belegt.